# Milán-San Remo 1938
La Milán-San Remo 1938 fue la 31.ª edición de la Milán-San Remo. La carrera se disputó el 19 de marzo de 1938. El vencedor final el italiano Giuseppe Olmo, que se impuso en la meta de San Remo ante sus compañeros de fuga. Ésta sería la segunda victoria de Olmo en esta carrera.
169 ciclistas tomaron parte, acabando 103 de ellos.

## Clasificación final
| Posición | Ciclista        | Equipo         | Tiempo     |
| -------- | --------------- | -------------- | ---------- |
| 1        | Giuseppe Olmo   | Bianchi        | 7h 18' 30" |
| 2        | Pierino Favalli | Legnano        | m. t.      |
| 3        | Alfredo Bovet   | Dei            | m. t.      |
| 4        | Fabien Galateau | Michard-Wolber | m. t.      |
| 5        | Auguste Mallet  | Helyett        | m. t.      |
| 6        | Aldo Bini       | Bianchi        | + 1' 00"   |
| 7        | Gino Bartali    | Legnano        | m. t.      |
| 8        | Osvaldo Bailo   | Bianchi        | m. t.      |
| 9        | Adriano Vignoli | Bianchi        | m. t.      |
| 10       | Olimpio Bizzi   | Frejus         | m. t.      |